# Jim Pace
Pour les articles homonymes, voir Pace.
Jim Pace, né le 1er février 1961 à Monticello (Mississippi), et mort le 13 novembre 2020 à Memphis (Tennessee), est un pilote automobile américain sur circuits à bord de voitures de sport, type Sport-prototypes.

## Biographie
Il fréquente initialement l'Université d'État du Mississippi, et réside encore dans ce même État américain à Ridgeland.
Il commence son activité au volant en compétition durant l'année 1988, dans les Barber Pro Series, passant rapidement aux SportsCars.
Après avoir évolué presque exclusivement à Daytona de 1998 à 2006 il dispute les Rolex Sports Car Series entre 2007 et 2009, et depuis lors il continue une activité ciblée.

## Titre et victoires
- 1991: troisième du championnat IMSA GT "Camel Lights", sur Kudzu DG1-Buick de l'Essex Racing (2 victoires);
- 1994: catégorie GTU du championnat IMSA GT aux 24 Heures de Daytona, et Champion national IMSA GTU;
- 1996: 24 Heures de Daytona (IMSA GT) sur Riley & Scott Mk III du Doyle Racing, avec Scott Sharp et Wayne Taylor (3e en 1997);
- 1996: 12 Heures de Sebring  (IMSA GT) sur Riley & Scott Mk III du Doyle Racing, avec Wayne Taylor et Eric van de Poele (3e en 1995 et 1997);
- 1996: 500 miles du Texas (IMSA GT) sur Riley & Scott Mk III du Doyle Racing, avec Wayne Taylor (le sud-africain étant déclaré Champion IMSA GT à la fin de la saison);
- 2001: 6 Heures du Pérou, avec Eduardo Dibós Silva et Juan Dibós Silva (Pace ayant déjà effectué une saison pleine pour le Dibós Racing en IMSA GT durant l'année 1997).

(Nota Bene: il participe aux 24 Heures du Mans en 1996 avec Sharp et Taylor sur la Mk III-Oldsmobile, et en 2014 il dispute encore les 24 Heures de Daytona et les 12 Heures de Sebring sur une Riley, désormais version Mk XXVI.)